# Amazone (1931)
Amazone (Q161) – francuski dwukadłubowy okręt podwodny z okresu międzywojennego i II wojny światowej, jedna z dziewięciu jednostek typu Diane. Okręt został zwodowany 28 grudnia 1931 roku w stoczni Ateliers et Chantiers de la Seine-Maritime w Le Trait, a w skład Marine nationale wszedł 12 października 1933 roku. Pełnił służbę na Atlantyku i Morzu Północnym, biorąc udział w kampanii norweskiej, a od zawarcia zawieszenia broni między Francją a Niemcami znajdował się pod kontrolą rządu Vichy. „Amazone” wzięła udział w próbie odparcia desantu Aliantów w Afryce Północnej, a miesiąc później, w grudniu 1942 roku, weszła w skład marynarki Wolnych Francuzów. 26 kwietnia 1946 roku okręt został sprzedany na złom.

## Projekt i budowa
„Amazone” zamówiona została w ramach programu rozbudowy floty francuskiej z 1927 roku. Okręt, zaprojektowany przez Marie-Augustina Normanda i Fernanda Fenaux, należał do ulepszonej w stosunku do 600-tonowych typów Sirène, Ariane i Circé serii jednostek o wyporności 630 ton. Usunięto większość wad poprzedników: okręty charakteryzowały się wysoką manewrowością i krótkim czasem zanurzenia; poprawiono też warunki bytowe załóg.
„Amazone” zbudowana została w stoczni Ateliers et Chantiers de la Seine-Maritime w Le Trait (numer stoczniowy 56) . Stępkę okrętu położono 14 stycznia 1929 roku , a zwodowany został 28 grudnia 1931 roku.

## Dane taktyczno-techniczne
„Amazone” była średniej wielkości okrętem podwodnym o konstrukcji dwukadłubowej. Długość między pionami wynosiła 64,4 metra, szerokość 6,2 metra i zanurzenie 4,3 metra . Wyporność normalna w położeniu nawodnym wynosiła 571 ton, a w zanurzeniu 809 ton. Okręt napędzany był na powierzchni przez dwa czterosuwowe silniki wysokoprężne Normand–Vickers o łącznej mocy 1400 KM. Napęd podwodny zapewniały dwa silniki elektryczne o łącznej mocy 1000 KM. Dwuśrubowy układ napędowy pozwalał osiągnąć prędkość 14 węzłów na powierzchni i 9 węzłów w zanurzeniu. Zasięg wynosił 2300 Mm przy prędkości 13,5 węzła w położeniu nawodnym (lub 4000 Mm przy prędkości 10 węzłów) oraz 82 Mm przy prędkości 5 węzłów w zanurzeniu . Zbiorniki paliwa mieściły 65 ton oleju napędowego. Dopuszczalna głębokość zanurzenia wynosiła 80 metrów .
Okręt wyposażony był w osiem wyrzutni torped: trzy stałe kalibru 550 mm na dziobie, jedną zewnętrzną kalibru 550 mm na rufie, podwójny zewnętrzny obracalny aparat torpedowy kalibru 550 mm oraz podwójny zewnętrzny obracalny aparat torpedowy kalibru 400 mm . Łącznie okręt przenosił dziewięć torped, w tym siedem kalibru 550 mm i dwie kalibru 400 mm . Uzbrojenie artyleryjskie stanowiło umieszczone przed kioskiem działo pokładowe kalibru 75 mm M1928 L/35 oraz pojedynczy wielkokalibrowy karabin maszynowy Hotchkiss kalibru 13,2 mm L/76. Jednostka wyposażona też była w hydrofony .
Załoga okrętu składała się z 3 oficerów oraz 38 podoficerów i marynarzy.

## Służba
„Amazone” weszła do służby w Marine nationale 12 października 1933 roku . Jednostka otrzymała numer burtowy Q161 . W momencie wybuchu II wojny światowej okręt pełnił służbę na Atlantyku, wchodząc w skład 16. dywizjonu okrętów podwodnych w Cherbourgu (wraz z siostrzanymi „Antiope”, „La Sibylle” i „Orphée”) . Dowódcą jednostki był w tym okresie kpt. mar. (fr. lieutenant de vaisseau) R.H.G. Richard .
17 marca 1940 roku „Amazone”, „Antiope” i „La Sibylle” wraz z okrętem-bazą okrętów podwodnych „Jules Verne” wyszły z Brestu i via Cherbourg udały się do Harwich, początkowo eskortowane przez francuski niszczyciel „Foudroyant” i okręt hydrograficzny „Amiral Mouchez”, a od kotwicowiska Downs przez brytyjski niszczyciel HMS „Codrington” (D65) i polskie OORP „Burza”, „Błyskawica” i „Grom”, przybywając do portu docelowego 22 marca . Z francuskich jednostek w ramach Home Fleet sformowano 10. Flotyllę okrętów podwodnych, a obszarem jej działania było Morze Północne .
4 kwietnia „Amazone” wyszła z Harwich na swój pierwszy patrol w rejon Wysp Fryzyjskich, powracając do bazy 12 kwietnia  . 16 kwietnia okręt wyszedł na drugi wojenny patrol, powracając do bazy 28 kwietnia  . Trzecia misja bojowa okrętu na Morzu Północnym rozpoczęła się 6 maja; po ataku Niemiec na Francję, Belgię i Holandię, w nocy z 10 na 11 maja rejon patrolowania „Amazone” został zmieniony na wody na zachód od Texel . 11 maja o godzinie 23:59 załoga „Amazone” wystrzeliła na pozycji 52°55′N 4°28′E/52,916667 4,466667 dwie torpedy w kierunku okrętu podwodnego rozpoznanego jako niemiecki, którym okazał się sojuszniczy HMS „Shark” (54S)  . Na szczęście żadna z torped nie była celna  . Okręt powrócił do Rosyth 20 maja . 24 maja okręt trafił do stoczni na krótki remont, a 28 maja zawinął do Dundee . 4 czerwca 1940 roku „Amazone” i pozostałe francuskie okręty podwodne uczestniczące w kampanii norweskiej wraz z okrętem-bazą opuściły Dundee i powróciły do Brestu, eskortowane przez brytyjskie niszczyciele HMS „Bedouin” i HMS „Ashanti” .
W czerwcu 1940 roku „Amazone” znajdowała się w składzie 16. dywizjonu okrętów podwodnych w Breście, a jej dowódcą był nadal kpt. mar. Richard (okręt przechodził remont) . 18 czerwca, wobec zbliżania się wojsk niemieckich do portu w Breście, „Amazone” ewakuowała się do Casablanki (razem z okrętami podwodnymi „Casabianca”, „Sfax”, „Persée”, „Poncelet”, „Ajax”, „Circé”, „Thétis”, „Calypso”, „Amphitrite”, „Antiope”, „La Sibylle”, „Orphée” i „Méduse”) . 11 września „Amazone” i „La Sibylle” znajdowały się na patrolu nieopodal Casablanki, jednak nie nawiązały kontaktu z brytyjskimi okrętami przygotowującymi się do operacji Menace . W listopadzie 1940 roku jednostka stacjonowała w Casablance (wraz z okrętami podwodnymi „Sidi Ferruch”, „Méduse”, „Antiope”, „Amphitrite”, „Orphée”, „La Sibylle” i „Sfax”) .
W listopadzie 1942 roku, kiedy doszło do lądowania aliantów w Afryce Północnej, „Amazone” bazowała w Casablance (wraz z okrętami podwodnymi „Sidi Ferruch”, „Le Conquérant”, „Le Tonnant”, „Antiope”, „Orphée”, „Méduse”, „Amphitrite”, „La Psyché”, „La Sibylle” i „Oréade”). Rankiem 8 listopada okręt otrzymał rozkaz zaatakowania jednostek inwazyjnych i w zanurzeniu opuścił port między 7:10 a 8:30. Dowodzona przez kmdra ppor. (fr. capitaine de corvette) Verdaveine „Amazone” tuż po godzinie 10:00 wystrzeliła w kierunku amerykańskiego krążownika lekkiego USS „Brooklyn” (CL-40) składającą się z czterech lub pięciu torped salwę, lecz wszystkie pociski zostały wymanewrowane . Po wykonaniu ataku okrętowi udało się uniknąć zatopienia i przedrzeć do Dakaru. W grudniu 1942 roku jednostka weszła w skład marynarki Wolnych Francuzów .
W lutym 1943 roku „Amazone” wypłynęła z Dakaru w rejs na Bermudy, a stamtąd do USA, gdzie od marca do października w stoczni Philadelphia Naval Shipyard w Filadelfii okręt przeszedł remont i modernizację (obejmującą m.in. wymianę wkm kal. 13,2 mm na pojedyncze działko przeciwlotnicze Oerlikon kal. 20 mm Mk II/IV  . Po zakończonym remoncie, od listopada 1943 roku do lutego 1944 roku jednostka uczestniczyła w ćwiczeniach na wodach wokół Bermudów . W lutym 1944 roku „Amazone” ponownie trafiła do Philadelphia Naval Shipyard na remont, zakończony na początku października . 15 października okręt wszedł na mieliznę nieopodal Nowego Jorku, skąd następnego dnia został ściągnięty i przeholowany do New London . 21 października jednostka po raz trzeci dotarła do stoczni w Filadelfii, na holu USS ATR-8, a remont trwał do 7 grudnia 1944 roku . 12 grudnia okręt przybył do Key West, skąd 12 lipca 1945 roku wypłynął w rejs do Casablanki, osiągając port przeznaczenia via Bermudy i Azory 19 sierpnia .
„Amazone” została sprzedana w celu złomowania 26 kwietnia 1946 roku .